# Episodi di Lab Rats (quarta stagione)
La quarta stagione della serie televisiva Lab Rats è trasmessa negli Stati Uniti dal 18 marzo 2015 al 3 febbraio 2016. In Italia verrà trasmessa dal 22 febbraio 2016 sul canale Disney XD. In questa stagione la serie cambierà nome in Lab Rats - Isola bionica.
| nº | Titolo originale                 | Titolo italiano          | Prima TV USA      | Prima TV Italia   |
| -- | -------------------------------- | ------------------------ | ----------------- | ----------------- |
| 1  | Bionic Rebellion                 | Ribellione bionica       | 18 marzo 2015     | 22 febbraio 2016  |
| 2  | Left Behind                      | Il mondo reale           | 25 marzo 2015     | 23 febbraio 2016  |
| 3  | Under Siege                      | La ladra e il sonnambulo | 1 aprile 2015     | 24 febbraio 2016  |
| 4  | Bionic Dog                       | Il cane bionico          | 8 aprile 2015     | 25 febbraio 2016  |
| 5  | Mission Mania                    | Eccessi di missioni      | 15 aprile 2015    | 26 febbraio 2016  |
| 6  | Simulation Manipulation          | Simulazione manipolata   | 22 aprile 2015    | 29 febbraio 2016  |
| 7  | Forbidden Hero                   | Proibito fare l'eroe     | 1 luglio 2015     | 1 marzo 2016      |
| 8  | Spider Island                    | Il ragno estinto         | 8 luglio 2015     | 2 marzo 2016      |
| 9  | Spike vs. Spikette               | Spike contro Spikette    | 15 luglio 2015    | 3 marzo 2016      |
| 10 | Lab Rats vs. Mighty Med          | Lab Rats vs. Mighty Med  | 22 luglio 2015    | 19 dicembre 2015  |
| 11 | Space Elevator                   | Ascensore spaziale       | 29 luglio 2015    | 4 marzo 2016      |
| 12 | Bionic Action Heroes             | Eroe bionico in azione   | 5 agosto 2015     | 17 settembre 2016 |
| 13 | One of Us                        | Una di noi               | 12 agosto 2015    | 18 settembre 2016 |
| 14 | Bob Zombie                       | Questo è il mio Bob      | 30 settembre 2015 | 18 settembre 2016 |
| 15 | Human Eddy                       | Il ritorno di Eddy       | 14 ottobre 2015   | 24 settembre 2016 |
| 16 | The Curse of the Screaming Skull | Il teschio maledetto     | 21 ottobre 2015   | 24 settembre 2016 |
| 17 | Lab Rats: On The Edge            | Leo e la sua squadra     | 11 novembre 2015  | 25 settembre 2016 |
| 18 | Ultimate Tailgate Challenge      | La grande abbuffata      | 2 dicembre 2015   | 1 ottobre 2016    |
| 19 | And Then There Were Four         | Erano quattro            | 13 gennaio 2016   | 1 ottobre 2016    |
| 20 | Space Colony                     | Colonia spaziale         | 20 gennaio 2016   | 2 ottobre 2016    |
| 21 | The Vanishing (Part 1)           | La sparizione (Parte 1)  | 3 febbraio 2016   | 8 ottobre 2016    |
| 22 | The Vanishing (Part 2)           | La sparizione (Parte 2)  | 3 febbraio 2016   | 8 ottobre 2016    |

## Ribellione bionica
- Titolo originale: Bionic Rebellion
- Diretto da: Guy Distad
- Scritto da: Chris Peterson & Bryan Moore

### Trama
Adam, Bree, Chase e Leo scoprono da un confidente che sta per scoppiare una ribellione per uccidere Davenport. Leo intanto vuole rivelare agli altri studenti che non è uno di loro.
- Guest Star: Brandon Salgado-Telis (Bob), Cole Ewing (Sebastian), Max Charles (Spin), Maile Flanagan (Perry), Marissa Cuevas (Lexi), Joel Michael Kramer (Tank)

#### Curiosità
- Questo episodio è uno speciale di un'ora! in america

## Il mondo reale
- Titolo originale: Left Behind
- Diretto da: Hal Sparks
- Scritto da: Julia Miranda

### Trama
Dopo aver portato di nascosto un gruppo di studenti bionici fuori dall'isola, Adam, Bree e Chase lasciano accidentalmente indietro Spin e Bob, devono quindi recuperarli prima che Davenport se ne accorga.
- Guest Star: Max Charles (Spin), Brandon Salgado-Telis (Bob), Joe Sabatino (Criminale)

## La ladra e il sonnambulo
- Titolo originale: Under Siege
- Diretto da: Victor Gonzalez
- Scritto da: Ken Blankstein

### Trama
Dopo una serie di strani eventi successi di notte in accademia, tutti sono convinti che una nuova minaccia si stia avvicinando. Si tratta invece di Leo che ha bisogno di dormire in una capsula
- Guest Star: Jeremy Kent Jackson (Douglas Davenport), Maile Flanagan (Perry), Grace Kaufman (Kerry Perry)

## Il cane bionico
- Titolo originale: Bionic Dog
- Diretto da: Guy Distad
- Scritto da: Mark Brazill

### Trama
Quando Otis, il cane perduto di Douglas arriva sull'isola, Chase diventa gravemente allergico e Adam lega subito con il cane.
- Guest Star: Jeremy Kent Jackson (Douglas Davenport), Jumpy il cane (Otis)

## Eccesso di missioni
- Titolo originale: Mission Mania
- Diretto da: Jody Margolin Hahn
- Scritto da: Hayes Jackson

### Trama
Leo si sente escluso perché nessuno lo riconosce come quarto membro ufficiale del team bionico, decide quindi di farsi notare creando tante missioni più di quelle che la squadra può gestire.
- Guest Star: Max Charles (Spin), Brandon Salgado-Telis (Bob), Jeremy Kent Jackson (Douglas Davenport), Judith Drake (Mrs. Stern)

## Simulazione manipolata
- Titolo originale: Simulation Manipulation
- Diretto da: Victor Gonzalez
- Scritto da: Greg Schaffer

### Trama
Adam e Chase portano le loro squadre di studenti a sfidarsi in una serie di esercizi simulati che valuteranno sia le capacità di studenti sia le capacità d'insegnamento dei ragazzi.

## Proibito fare l'eroe
- Titolo originale: Forbidden Hero
- Diretto da: Victor Gonzalez
- Scritto da: Steve Joe

### Trama
Quando Leo si fa male durante una missione, Tasha vola all'accademia per prendersi cura di lui e dopo aver visto i pericoli durante una missione vieta al ragazzo di prendere parte ad altre missioni
- Guest Star: Michaela Carrozzo (Caitlin), Angel Parker (Tasha Davenport), Brandon Salgado-Telis (Bob)

## Il ragno estinto
- Titolo originale: Spider Island
- Diretto da: Hal Sparks
- Scritto da: Julia Miranda

### Trama
Douglas e Chase lavorano insieme per rianimare una specie estinta di ragno di mare, ma il ragno scappa e mette in pericolo l'intera accademia.
- Guest Star: Jeremy Kent Jackson (Douglas Davenport)

## Spike contro Spikette
- Titolo originale: Spike vs. Spikette
- Diretto da: Victor Gonzalez
- Scritto da: Jason Dorris

### Trama
Bree e Chase scoprono che una studentessa dell'accademia bionica possiede un'Applicazione Commando come Chase. Dopo che lei inizia a terrorizzare l'accademia, attivano Spike per sottometterla.
- Guest Star:   Jeremy Kent Jackson (Douglas Davenport), Liana Ramirez (Kate/Spikette), Mar Mar (Reggie), Ryan J. Kelly ("ManiTermiche")

## Lab Rats vs. Mighty Med
- Titolo originale: Lab Rats vs. Mighty Med
- Diretto da: Rich Correl
- Scritto da: Mark Brazill

### Trama
Quando Chase e Davenport inventano una nuova fonte d'energia rivoluzionaria con una nuova tecnologia, l'Incapacitator imbroglia Chase e scappa con il dispositivo, Chase indebolito viene portato al Mighty Med per essere curato mentre Adam, Bree e Skylar cercano di fermare l'Incapacitator.
- Guest Star: Bradley Steven Perry (Kaz), Jake Short (Oliver), Paris Berelc (Skylar Storm), Carlos Lacámara (Horace Diaz), Jilon VanOver (Tecton), Jenelle McKee (Ragazza Gamma), Esteban Cueto (Gray Granito), Damion Poitier (Incapacitatore)

## Ascensore spaziale
- Titolo originale: Space Elevator
- Diretto da: Hal Sparks
- Scritto da: Jonah Kuehner

### Trama
Il miglior scienziato di Davenport, il Dr. Ryan arriva all'accademia per testare la sua ultima scoperta in ambito spaziale. Chase si sente minacciato dal comportamento del suo giovane allievo e la rivalità scoppia quando Chase è costretto a lavorare come assistente del Dr. Ryan.
- Guest Star: Brandon Salgado-Telis (Bob), Maile Flanagan (Perry), Mark Saul (Dr. Ryan)

## Eroe bionico in azione
- Titolo originale: Bionic Action Heroes
- Diretto da: Victor Gonzalez
- Scritto da: Hayes Jackson (parte 1), Ken Blankstein (parte 2)

### Trama
Douglas rivela che una sua ex-collega e amica vuole girare un film su Adam, Bree e Chase, ma quando arriva all'accademia con il suo attore Troy per i provini, il suo piano malvagio ha inizio.
- Guest Star: Leo Howard (Troy), Jessalyn Wanlim (Giselle)

#### Curiosità
- Questo è uno speciale di 1 ora

## Uno di noi
- Titolo originale: One of Us
- Diretto da: Guy Distad
- Scritto da: Julia Miranda

### Trama
Chase e Douglas scoprono che Krane ha impiantato nel chip degli studenti bionici un virus mortale, allora insieme a Leo cercano una soluzione prima dello scadere del tempo.
- Guest star: Jeremy Kent Jackson (Douglas Davenport), Ashley Argota (Taylor)

## Questo è il mio Bob
- Titolo originale: Bob Zombie
- Diretto da: Guy Distad
- Scritto da: Hayes Jackson

### Trama
Douglas inventa una nuova tecnologia per replicare l'intelligenza bionica di Chase e darla anche agli altri studenti tra cui Bob.
- Guest Star: Brandon Salgado-Telis (Bob), Jeremy Kent Jackson (Douglas Davenport)

## Il ritorno di Eddy
- Titolo originale: Human Eddy
- Diretto da: Victor Gonzalez
- Scritto da: Greg Schaffer

### Trama
Davenport dona ad Eddy, il sistema di casa intelligente, un corpo umano sintetico, che diventerà un impiegato modello che lavora a fianco della preside Perry.
- Guest star: Will Forte (Eddy Umano), Maile Flanagan (Perry)

## Il teschio maledetto
- Titolo originale: The Curse of the Screaming Skull
- Diretto da: Victor Gonzalez
- Scritto da: Loni Steele Sosthand

### Trama
Quando la preside Perry riporta un teschio dall'isola vicina, tutti pensano sia maledetto quando delle cose strane cominciano ad accadere a coloro che sono entrate in contatto con esso. Intanto Adam cerca di introdurre Bob all'arte dello spaventare le persone.
- Guest star: Maile Flanagan (Perry), Jeremy Kent Jackson (Douglas Davenport), Brandon Salgado-Telis (Bob)

## Leo e la sua squadra
- Titolo originale: Lab Rats: On The Edge
- Diretto da: Victor Gonzalez
- Scritto da: Hayes Jackson & Greg Schaefer

### Trama
Quando il Presidente premia Adam, Bree e Chase per le loro imprese eroiche, Leo si sente tagliato fuori e forma un suo personale team. Quando scopre che lui e un membro del suo team hanno abilità bioniche in comune, spinge al limite la compagna, che perde la vista. Tormentato dal senso di colpa, Leo torna a Mission Creek, ma quando la sua famiglia è messa in pericolo deve riconquistare il suo coraggio.
- Guest star: Jeremy Kent Jackson (Douglas Davenport), Ashley Argota (Taylor), John Eric Bentley (Presidente), Emery Kelly (Logan)

#### Curiosità
- Questo è uno speciale di 1 ora.

## La grande abbuffata
- Titolo originale: Ultimate Tailgate Challenge
- Diretto da: Guy Distad
- Scritto da: Greg Schaffer

### Trama
Tasha ottiene i biglietti per tutti per la grande partita di Football del college, tranne che per la Perry. Al suo arrivo alla partita, Perry e Davenport si sfidano in un testa a testa giudicati dall' ex atleta NFL Willie McGinest. Intanto Adam e Bob pubblicano video online dove rompono oggetti, ma iniziano a litigare quando rompono le capsule.
- Guest star: Maile Flanagan (Perry), Angel Parker (Tasha Davenport), Brandon Salgado-Telis (Bob), Willie McGinest (se stesso)

## Erano quattro
- Titolo originale: And Then There Were Four
- Diretto da: Victor Gonzalez
- Scritto da: Ken Blankstein

### Trama
Tutti rimangono scioccati quando Douglas presenta alla famiglia un quarto fratello bionico, Daniel, che ha vissuto una vita normale con una famiglia adottiva e che, soprattutto, non sa né di essere bionico, né di avere dei fratelli.
- Guest star: Jeremy Kent Jackson (Douglas Davenport), Pearce Joza (Daniel Davenport)

## Colonia spaziale
- Titolo originale: Space Colony
- Diretto da: Victor Gonzalez
- Scritto da: Chris Peterson & Bryan Moore

### Trama
Davenport porta tutti a Davenportia, la prima colonia spaziale umana situata su un pianeta remoto che si trova in un'altra galassia.
- Guest star: Maile Flanagan (Perry), Angel Parker (Tasha Davenport), Ping Wu (Dr. Gao)

## La sparizione (Parti 1 e 2)
- Titolo originale: The Vanishing (Part 1) e The Vanishing (Part 2)
- Diretto da: Victor Gonzalez
- Scritto da: Hayes Jackson & Greg Schaffer (Parte 1) - Chris Peterson & Bryan Moore (Parte 2)

### Trama
Gli studenti dell'accademia spariscono dopo aver ricevuto un aggiornamento del sistema operativo. La squadra pensa, all'inizio, che sia un problema tecnico, ma scoprono che sono soltanto delle pedine di un piano più grande. Il team rischia la vita nell'affrontare i rapitori degli studenti. Alla fine dell'episodio, Davenport annuncia i suoi piani per il futuro...
- Guest star: Mateus Ward (Marcus Davenport), Maile Flanagan (Perry), Angel Parker (Tasha Davenport), Jessalyn Wanlim (Giselle Vickers), Pearce Joza (Daniel Davenport), Brandon Salgado-Telis (Bob)

#### Curiosità
- Questo è uno speciale di 1 ora, anche se, in realtà, è un episodio diviso in due parti.
- Questo è l'episodio finale di Lab Rats.